# US Open 1959 (Badminton)
Die US Open 1959 im Badminton fanden im April 1959 in Detroit statt. Sie waren in diesem Jahr gleichzeitig auch die nationalen Titelkämpfe. Tan Joe Hok gewann im Finale gegen Charoen Wattanasin aus Bangkok mit 7-15, 15-5 und 18-14. Jim Poole schied im Halbfinale gegen Wattanasin mit 15-6 und 18-13 aus. Judy Devlin aus Baltimore besiegte im Finale Dorothy O’Neil aus Norwich mit 11-0 und 11-1.

## Finalergebnisse
| Disziplin    | Sieger                    | Finalist                        | Ergebnis           |
| ------------ | ------------------------- | ------------------------------- | ------------------ |
| Herreneinzel | Tan Joe Hok               | Charoen Wattanasin              | 7–15, 15–5, 18–14  |
| Dameneinzel  | Judy Devlin               | Dorothy O’Neil                  | 11–0, 11–1         |
| Herrendoppel | Teh Kew San Lim Say Hup   | Joe Alston Wynn Rogers          | 15–5, 15–3         |
| Damendoppel  | Judy Devlin Susan Devlin  | Ethel Marshall Beatrice Massman | 15–8, 15–8         |
| Mixed        | Michael Roche Judy Devlin | Joe Alston Lois Alston          | 15–9, 10–15, 17–15 |